# Apolline de Malherbe
Apolline de Malherbe (* 2. Juni 1980 in Paris, 16. Arrondissement)  ist eine französische Radio- und Fernsehjournalistin. Sie arbeitete von 2007 bis 2012 und erneut seit 2013 beim Nachrichtenkanal BFM TV.

## Familie
De Malherbe stammt aus der Adelsfamilie Malherbe. Sie ist die Tochter des Malers Guy de Malherbe und der Galeristin Marie-Hélène de La Forest Divonne sowie die Urenkelin der  Gerechten unter den Völkern Maria-Dolorès de Malherbe. Sie war mit dem Diplomaten Alexis Morel verheiratet und hat zwei Söhne und eine Tochter. Seit 2017 lebt sie in einer eingetragenen Partnerschaft mit Harold Hauzy, dem ehemaligen Kommunikationsberater von Manuel Valls.

## Leben und Wirken
Nach dem Studium der Literatur erwarb Malherbe in Sciences Po 2005 einen Master der politischen Soziologie und im gleichen Jahr einen Master des Verwaltungsdienstes. Sie engagierte sich in der Politik und unterstützte bei der Präsidentschaftswahl 2002 die Kandidatur von Jean-Pierre Chevènement. Während dieser Kampagne war sie Mitglied des „Pôle républicain“, einer Arbeitsgruppe, die vom Schriftsteller Max Gallo geleitet wurde und mehrere Persönlichkeiten jeder Couleur versammelte, die Chevènement unterstützten, wie u. a. Karim Zéribi, Paul-Marie Coûteaux und Bertrand Renouvin aus der Nouvelle action royaliste.
Im Laufe ihres Studiums absolvierte Malherbe mehrere Praktika bei Ouest-France in Le Mans, bei Le Figaro sowie beim Fernsehsender LCI, wo sie mit Christophe Barbier arbeitete.
Damit trat Malherbe bei LCI in das Team, das Christophe Barbiers politische Interviews vorbereitete. 2007 wurde ihr Essay Politiques cherchent Audimat, désespérément vom Verlag Albin Michel veröffentlicht und mit dem „Prix du livre politique Edgar-Faure“ ausgezeichnet. Damals arbeitete Malherbe bei der Gruppe NextRadioTV und wurde Produzentin bei BFM Radio. Im selben Jahr trat sie bei BFM TV als Chefredaktorin neben Ruth Elkrief, Olivier Mazerolle und Hedwige Chevrillon ein. Von 2008 bis 2011 war sie Korrespondentin für BFM TV in Washington, D.C. und wurde bekannt, indem sie über den Fall Dominique Strauss-Kahn für BFM TV und mehrere englischsprachigen Medien, darunter CNN, NBC und NBC, berichtete. 2012 kehrte sie nach Frankreich zurück und arbeitete ein Jahr lang für Canal+. 2013 kehrte sie zu BFM TV als Interviewerin und politische Leitartiklerin zurück. Sie moderierte besonders die Sendung „BFM Politique“ und wurde die stellvertretende Moderatorin von Jean-Jacques Bourdins Sendung „Bourdin Direct“. Zugleich unterrichtete sie politischen Journalismus bei Sciences Po. Nach dem Sommer 2017 moderierte sie darüber hinaus jeden Sonntag die politische Sendung „Et en même temps“ auf BFM TV. Vom Herbst 2018 bis Januar 2019 wurde sie während ihres Mutterschaftsurlaubs von Thierry Arnaud auf „BFM Politique“ und Bruce Toussaint auf „Et en même temps“ ersetzt.
2015 war Malherbe die Schirmherrin der 6. Delegation der Nachfahren der Gerechten unter den Völkern, die vom Verein France-Israël organisiert wurde.

## Veröffentlichungen
- Politiques cherchent audimat, désespérément. éditions Albin Michel, Paris 2007, ISBN 978-2-226-17594-6 (269 S.).